# توشیمیتوسو موتگی
توشیمیتوسو موتگی (به ژاپنی茂木 敏 充، متولد ۷ اکتبر ۱۹۵۵) یک سیاستمدار ژاپنی حزب لیبرال دموکرات (LDP) است. وی از زمان تغییر مجدد کابینه توسط نخست‌وزیر شینزو آبه از تاریخ ۱۱ سپتامبر ۲۰۱۹ تا ۴ نوامبر ۲۰۲۱ به عنوان وزیر امور خارجه ژاپن خدمت کرد.